# 高山憲之
高山 憲之（たかやま のりゆき、1946年4月 - ）は、日本の経済学者。専門は、公共経済学・経済政策、年金論。本名、平井。一橋大学名誉教授。（公益財団法人）年金シニアプラン総合研究機構研究主幹。長野県塩尻市生まれ。

## 略歴
- 1965年 長野県松本深志高等学校卒業[1]
- 1970年 横浜国立大学経済学部卒業
- 1972年 東京大学大学院経済学研究科修士課程修了
- 1976年 同博士後期課程満期取得退学、武蔵大学経済学部専任講師
- 1978年 同大学助教授
- 1980年 一橋大学経済研究所助教授
- 1982年 経済学博士（東京大学）（学位論文『不平等の経済分析』）
- 1990年 一橋大学経済研究所教授
- 2005年-2007年 一橋大学経済研究所長
- 2007年-2009年　同世代間問題研究機構長（初代）
- 2010年 同定年退職、一橋大学名誉教授。一橋大学経済研究所特任教授（3年間）
- 2011年 （公益財団法人）年金シニアプラン総合研究機構研究主幹
- 2013年 一橋大学経済研究所非常勤研究員
- 2018年 （公益財団法人）年金シニアプラン総合研究機構理事長

この間ロンドン・スクール・オブ・エコノミクス (LSE）・ハーバード大学、オックスフォード大学  の各客員研究員、経済企画庁経済研究所客員主任研究官（システム分析調査室長）、郵政研究所特別研究官、通商産業研究所特別研究官、国立社会保障・人口問題研究所特別研究官、世界銀行、国際通貨基金（IMF)、欧州委員会（EC)、経済協力開発機構（OECD)の各コンサルタント、アジア開発銀行研究所（ADBI)の客員研究員を歴任。
2000年～2005年、特定領域研究「世代間の利害調整に関する研究」プロジェクトの領域代表者。2006年～2015年、特別推進研究「世代間問題の経済分析」プロジェクトの研究代表者。日本年金学会幹事、退職給付ビッグバン研究会代表幹事。1998年～2002年『経済研究』編集主任、2002年～2022年 International Social Security Review誌のEditorial Advisory Boardメンバー、2002年よりAustralian Center for Pensions and SuperannuationのAdvisory Committeeメンバー。
地方公務員共済組合審議会会長、国会議員の秘書に関する調査会委員、厚生労働行政の在り方に関する懇談会委員、年金審議会委員、年金業務監視委員会委員、米価審議会委員、中央最低賃金審議会委員、勤労者財産形成審議会委員、税制調査会特別委員、地方財政審議会特別委員、人口問題審議会専門委員、統計審議会専門委員、男女共同参画会議専門委員、雇用審議会専門委員、日本学術振興会・科学研究費委員会専門委員、社会保障制度審議会幹事、日本学術会議連携会員等を歴任。

## 受賞歴
- 1996年、有田富美子との共著『貯蓄と資産形成』で第39回日経・経済図書文化賞[2]。
- 2021年、第１回日本統計学会中村隆英賞[3]
- 2024年、瑞宝中綬章[4][5]

## 著書
- Matching Contributions for Pensions（共編著、世界銀行、2012年）
- Reforming Pensions for Civil and Military Servants（編著、丸善、2011年）
- Securing Lifelong Retirement Income（共編著、Oxford University Press、2011年）
- Priority Challenges in Pension Administration （編著、丸善、2011年）
- Fertility and Public Policy （共編著、MIT Press、2011年）
- 『年金と子ども手当』（岩波書店、2010年）
- Closing the Coverage Gap （共編著、世界銀行、2009年）
- 『少子化の経済分析』（斎藤修との共編著、東洋経済新報社、 2006年）
- Pensions in Asia（編著、丸善、2005年）
- 『信頼と安心の年金改革』（東洋経済新報社、 2004年）
- Taste of Pie（編著、丸善、2003年）
- 『日本の経済制度・経済政策』（編著、東洋経済新報社、 2003年）
- 『年金の教室』（PHP新書、 2000年）
- The Morning After in Japan（丸善、1998年）
- 『未来への選択』（P.ピーターソン著の監訳書、ベネッセコーポレーション、 1997年）
- 『高齢化社会の貯蓄と遺産・相続』（太田清・チャールズユージホリオカとの共編著、日本評論社、 1996年）
- 『貯蓄と資産形成』（有田冨美子との共著、岩波書店、 1996年）
- 『社会保障基金の現状と将来展望』（谷地正人・永井宏との共著、通商産業調査会、1995年）
- 『高齢化社会の中の金融と貯蓄』（原田泰との共編著、日本評論社、 1993年）
- 『年金改革の構想』（日本経済新聞社、1992年）
- 『ストック・エコノミー』（編著、東洋経済新報社、 1992年）
- The Greying of Japan（Oxford University Press、1992年）
- 『生活名人の時代へ』（監修、池田書店、1991年）
- Equity and Poverty under the Rapid Economic Growth（溝口敏行との共著、紀伊国屋書店、1984年）
- 『年金・崩壊の危機』（ジャンジャック・ローザ（フランス語: Jean-Jacques Rosa）編の訳書、東洋経済新報社、 1983年）
- 『不平等の経済分析』（東洋経済新報社、 1980年）
- 『経済政策入門（1）総論』（黒川和美・村上敦・大塚勇一郎・武蔵武彦との共著、有斐閣、 1979年）

## 主要論文
- "Reforming Social Security in Japan: Is NDC the Answer?" in Holzmann, R. & Palmer, E. eds., Pension Reform: Issues and Prospect for Non-financial Defined Contribution (NDC) Schemes, World Bank, 2006.
- "Lessons from Generational Accounting in Japan," American Economic Review, 89(2), 1999. (北村行伸との共同論文)
- "Poverty, Income Inequality and Their Measures: Professor Sen's Axiomatic Approach Reconsidered," Econometrica, 47(3), 1979.

## 論文等被引用回数など
- Social Science Citation Index: 154回（2009年9月30日時点）
- Google Scholar: 1,024回（2009年9月30日時点）

## 参考
- 『現代日本人名録2002』日外アソシエーツ

1. ↑  松本深志高校同窓会 定時総会のご案内松本深志高校同窓会
2. ↑  『日経・経済図書文化賞』 受賞図書一覧 2014年
3. ↑  “『日本統計学会中村隆英賞』”. 2021年9月8日閲覧。
4. ↑  『官報』号外259号、令和6年11月5日
5. ↑  “令和6年秋の叙勲 瑞宝中綬章受章者” (PDF). 内閣府. p. 17 (2024年11月3日). 2024年11月8日閲覧。